# Koszykówka na Letnich Igrzyskach Olimpijskich 1936
Koszykówka na Letnich Igrzyskach Olimpijskich 1936 – turniej rozegrany pomiędzy 7 a 14 sierpnia 1936 w Berlinie w Niemczech. 23 narody zgłosiły się do rywalizacji, tworząc z turnieju koszykówki największe zawody w grach zespołowych.
Międzynarodowa Federacja Koszykówki zarządziła w 1936 eksperymentalne zawody z koszykówką na świeżym powietrzu (na zewnątrz). Korty tenisa ziemnego posłużyły do współzawodnictwa. To powodowało dyskusję, kiedy pogoda była niekorzystna, szczególnie podczas końcowej fazy turnieju.
Medale zostały rozdane przez Jamesa Naismitha, twórcę koszykówki. Wszystkie trafiły do krajów Ameryki Północnej.

## Medale
| Złote | Srebrne | Brązowe |
| USA Samuel Balter Jr. Ralph Bishop Joe Fortenberry Tex Gibbons Francis Johnson Carl Knowles Frank Lubin Arthur Mollner Donald Piper Jack Ragland Willard Schmidt Carl Shy Duane Swanson Bill Wheatley | Kanada Gordon Aitchison · Ian Allison · Art Chapman · Chuck Chapman · Edward Dawson · Irving Meretsky · Doug Peden · James Stewart · Malcolm Wiseman | Meksyk Carlos Borja Morca · Víctor Borja · Rodolfo Choperena · Raúl Fernández · Andrés Gómez · Silvio Hernández · Francisco Martínez · Jesús Olmos · José Pamplona · Greer Skousen · Luis Ignacio de la Vega |

## Klasyfikacja ogólna
1. Stany Zjednoczone
2. Kanada
3. Meksyk
4. Polska
5. Filipiny
6. Urugwaj
7. Włochy
8. Peru

9-14  Brazylia

9-14  Chile

9-14  Czechosłowacja

9-14  Estonia

9-14  Japonia

9-14  Szwajcaria

15-18  Chiny

15-18  Królestwo Egiptu

15-18  III Rzesza

15-18  Łotwa

19-23  Belgia

19-23  Francja

19-23  Węgry

19-23  Hiszpania (wycofała się przed rozpoczęciem turnieju)
19-23  Turcja (wycofała się przed rozpoczęciem turnieju)

## Wyniki

### Pierwsza runda
Zwycięzcy awansują do drugiej rundy. Przegrani trafiają do rundy pocieszenia i mają kolejną szanse na awans.
- Estonia – Francja, 34-29
- Chile – Turcja, 30-16
- Szwajcaria – Niemcy, 25-18
- Włochy – Polska, 44-28
- Peru – Egipt, 35-22
- Łotwa – Urugwaj, 20-17
- Brazil – Kanada, 24-17
- Japonia – Chiny, 35-19
- Meksyk – Belgia, 32-9
- USA – Hiszpania, walkower
- Czechosłowacja – Węgry, walkower
- Filipiny, wolny los- automatyczny awans do następnej rundy

#### Pierwsza runda pocieszenia
Wygrani awansują do drugiej rundy. Przegrani odpadają z turnieju i zajmują miejsca 19-23.
- Urugwaj – Belgia, 17-10
- Chiny – Francja, 45-38
- Egipt – Turcja, 33-23
- Kanada – Węgry, walkower
- Niemcy – Hiszpania, walkower
- Polska, wolny los- automatyczny awans do następnej rundy

### Druga runda
Zwycięzcy awansują do trzeciej rundy. Przegrani mają ostatnią szansę w drugiej rundzie pocieszenia.
- Filipiny – Meksyk, 32-30
- Japonia – Polska, 43-31
- Urugwaj – Egipt, 36-23
- Peru – Chiny, 29-21
- USA – Estonia, 52-28
- Włochy – Niemcy, 58-16
- Szwajcaria – Czechosłowacja, 25-12
- Chile – Brazil, 23-18
- Kanada – Łotwa, 34-23

#### Runda druga pocieszenia
Przegrani miejsca 15-18.
- Polska – Łotwa, 28-23
- Brazylia – Chiny, 32-14
- Meksyk – Egipt, 32-10
- Czechosłowacja – Niemcy, 20-0
- Estonia, wolny los- automatyczny awans do następnej rundy

### Runda trzecia
W trzeciej rundzie przegrani definitywnie odpadają z turnieju (miejsca 9-14), nie było rund pocieszenia. Zwycięzcy awansują do czwartej rundy.
- Filipiny – Estonia, 39-22
- Włochy – Chile, 27-19
- Meksyk – Japonia, 28-22
- Kanada – Szwajcaria, 27-9
- Urugwaj – Czechosłowacja, 28-19
- Polska – Brazylia, 33-25
- USA, wolny los- automatyczny awans do następnej rundy
- Peru, wolny los- automatyczny awans do następnej rundy

### Runda czwarta
Zwycięzcy przechodzą do strefy medalowej. Przegrani grają o ostateczną klasyfikację.
- USA – Filipiny, 56-23
- Meksyk – Włochy, 34-17
- Kanada – Urugwaj, 41-21
- Polska – Peru, walkower

### Klasyfikacja 5-8

#### Eliminacje
- Filipiny – Włochy, 32-14
- Urugwaj – Peru, walkower

#### Mecz o miejsce 5
- Filipiny – Urugwaj, 33-23

### Runda medalowa

#### Półfinał
- USA- Meksyk, 25-10
- Kanada – Polska, 42-15

#### Mecz o brąz
- Meksyk – Polska, 26-12

#### Finał
Finał został rozegrany 14 sierpnia w fatalnych warunkach. Rywalizacja była rozgrywana na otwartym powietrzu, na błotnistym korcie przy silnych opadach deszczu. Przez bagno zawodnicy nie mogli kozłować i zdobyli minimalną liczbę punktów. Najlepszym strzelcem meczu był reprezentant USA – Joe Fortenbury z 7 punktami. Na dodatek nie było żadnych siedzeń dla ponad tysięcznej widowni, która przez całe widowisko stała i mokła.
- USA – Kanada, 19-8